# 黄润乾
黄润乾（1933年12月5日—2013年10月10日），男，籍贯湖南衡山，生于北京，中国天体物理学家，中国科学院国家天文台云南天文台研究员，中国科学院院士。

## 生平
1958年毕业于德国耶拿大学（当时译名席勒大学）。1999年当选为中国科学院院士。

## 社会兼职
曾任中国天文学会副理事长、云南省科协常务理事。

## 学术贡献
长期从事恒星物理研究。在双星非守恒演化、星风激波理论、转动双星演化理论和星风物质损失等问题上作出了重要贡献。发现双星有物质损失和角动量损失情况下的各种复杂因素，将双星非守恒演化奠定在严密的数理基础上与Weigert合作，最先提出星风激波理论，在国际上得到广泛应用，并为紫外和X射线卫星的大量观测结果所证实深入研究转动效应与潮汐效应对双星的结构和内部物理过程的影响，提出并奠定了转动双星演化理论与Weigert合作发现对流超射对恒星演化的重要效应，并提出用造父变星的演化程来判别对流超射的方法。 